# Estadi Nacional Ta' Qali
L'Estadi Nacional Ta' Qali (Ta' Qali National Stadium) és un estadi poliesportiu de Malta construït el 1980, i amb una capacitat de 17.000 espectadors, tot i que per a concerts pot encabir fins a 35.000 espectadors.
És usat per disputar-hi partits de futbol del campionat estatal i partits internacionals. El 1981 es convertí en la seu de la selecció de futbol de Malta, substituint l'Empire Stadium de Gzira.
El complex inclou dos gimnasos, una piscina coberta, pistes d'esquaix, zona de tir, un restaurant, cafeteries i bars.
La majoria de partits locals es juguen a l'Estadi del Centenari, un estadi més petit amb gespa artificial situat al costat de l'Estadi Nacional.